# حصار بربشتر (1064)
حصار بربشتر أو مذبحة بربشتر أو الحملة الصليبية علي بربشتر (بالإسبانية: Cruzada de Barbastro)‏، هي حملة عسكرية نظمها البابا ألكسندر الثاني للاستيلاء على مدينة بربشتر التي كانت تحت حكم المظفر بن هود حاكم لاردة. شاركت عناصر كثيرة من معظم أنحاء أوروبا الغربية في حصار المدينة سنة 456 هـ/1064 م. وصف المؤرخ الإسباني رامون مننديث بيدال تلك الحملة بأنها «حملة صليبية سبقت الحملات الصليبية»، وإن كان عدّها ضمن الحملات الصليبية مسألة خلافية.

## الحملة
في سنة 1063 م، وصف البابا ألكسندر الثاني حروب الاسترداد بأنها «ضرورة مسيحية». دعا ألكسندر المسيحيين في بورغندي للمشاركة في الحملة التي قادها توماس دي شالون. انتشر الحماس في ربوع فرنسا للمشاركة في الحملة، حتى أن أماتوس من مونتيكاسينو كتب أن «فروسية الفرنسيين والبورغنديين وغيرهم» ظهرت أثناء الحصار. شارك في الحملة فرنسيون وبورغنديون وقوات بابوية معظمها من النورمان الإيطاليين، إضافة إلى جيوش محلية من قطلونية وأراغون في الحصار الذي بدأ في 456 هـ/1064 م. قاد ويليام دي مونري القوات الباباوية، أما القوات المحلية فكانت تحت قيادة سانشو راميريث ملك أراغون الذي كانت قوات المسلمين تهدد أراضيه من الجنوب، بينما قاد القسم الأكبر من الجيش الذي أتى من أقطانية، فكان تحت قيادة ويليام الثامن دوق أقطانية، وشكّل الفرسان الفرنسيون الجانب الأكبر من فرسان تلك الحملة. هناك رواية نورمانية ترجع لسنة 1078 م، تذكر أن الحملة كانت تحت قيادة روبرت كريسبن.
عبر دوق أقطانية بجيشه جبال البرانس عبر ممر سومبورت، وانضم إلى الجيش القطلوني في جرندة في أوائل سنة 1064 م. ثم زحف الجيش بأكمله نحو بربشتر مرورًا بجرادوس التي كانت خاضعة للمظفر بن هود حاكم لاردة، وحاصروا وشقة لفترة ثم تركوها لما وجدوها صامدة أمام الحصار، ثم حاصروا بربشتر بقوات قدرتها المصادر الإسلامية 40,000 مقاتل لمدة أربعين يومًا، وخنّقوا على أهلها حتى أوشكت أقواتهم على النفاد. ثم تعرض أهل المدينة لخيانة من داخلها بعد أن دلّ أحدهم النورمان على السرب الداخلي الذي كان يمد المدينة بالماء من النهر تحت الأرض فقطع النورمان الماء عن المدينة، فبلغ العطش بأهلها مبلغه، وعرضوا الاستسلام مقابل تأمينهم على أنفسهم وأولادهم، وأن يخرجوا من المدينة دون أموالهم، فوافق المسيحيون على ذلك، فاستسلمت المدينة. ورغم ذلك، غدر المسيحيون، وقتلوا الجند المستسلمين عند خروجهم، وسلب ونهب الجنود المسيحيون المدينة بلا رحمة. وصف الحميري الحدث في كتابه «الروض المعطار في خبر الأقطار» في وصفه لبربشتر قائلاً: «قتلوا عامة رجالها، وسبوا فيها من ذراري المسلمين ونسائهم ما لا يحصى كثرة، ويذكر أنهم اختاروا من أبكار جواري المسلمين وأهل الحسن منهن خمسة آلاف جارية فأهدوهن إلى صاحب القسطنطينية، وأصابوا فيها من الأموال ما يعجز عن الوصف.» بالغ المنتصرون في النكاية بأهل المدينة، فوصف ابن حيان القرطبي ذلك، قائلاً: «كانوا يتولعون بهتك حرم أسراهم وبناتهم بحضرتهم، وعلى أعينهم إبلاغاً في نكايتهم، يغشون الثيب، ويفتضون البكر، وزوج تلك، وأبو هذه، موثق بقيد أسره، ناظر إلى سخنة عينيه، فعينه تدمع، ونفسه يتقطع.»
قُدّر أعداد المقتولين من أهل المدينة بنحو 50,000 مسلم، وغنم المنتصرون كمًّا هائلاً من الغنائم. وإن كان بعض المؤرخون المعاصرون يشككون في أعداد القتلى، ويقدّرون تعداد سكان بربشتر في تلك الفترة بالكاد يصل لألفي شخص. إلا أن ذلك لا ينفي حجم بشاعة الأمر.

## ما بعد المعركة
بعد سقوط المدينة، ضُمّت إلى أملاك أرمينغول الثالث كونت أورغل، وترك الغزاة حامية من 1,500 فارس معهم 2,000 راجل، وقيل 1,000 فارس و 4,000 راجل، واستوطنوها بعد أن استقدموا إليها الكثير من أهلهم وأقاربهم ومواطنيهم. أما في الأندلس، فقد انتشرت أخبار المذبحة في ربوعها، والتهبت المشاعر بكتابات وأوصاف الكتاب والشعراء عن المذبحة، ومنها ما كتبه ابن عبد البر عن المذبحة قائلاً: «وما ظنكم معشر المسلمين، وقد رأيتم الجوامع والصوامع بعد تلاوة القرآن، وحلاوة الأذان، مطبقة بالشرك والبهتان، مشحونة بالنواقيس والصلبان، عوضًا من شيعة الرحمن، والأئمة والمتدينون، والقومة والمؤذنون، يجرهم الأعلاج كما تجر الذبائح إلى الذابح، يكبون على وجوههم في المساجد صاغرين، ثم أضرمت عليهم نارًا حتى صاروا رمادًا، والكفر يضحك وينكي، والدين ينوح ويبكي.»
علت رايات الجهاد في مختلف بقاع الأندلس، وتطوّع الكثيرون، وساروا إلى بربشتر، وبعث المعتضد بن عباد 500 فارس نجدة للمدينة، وسار المقتدر بن هود في قواته، وحاصروا المدينة وافتتحوها بسهولة في 8 جمادى الأول 457 هـ/17 أبريل 1065 م، وبعد عشرة أشهر من سقوطها، وسحقوا حاميتها المسيحية، وتوفي ثيبو قائد الحامية البورغندي متأثرًا بجروحه، وهو يحاول الفرار عائدًا إلى فرنسا.

## المعركة في المصادر
حاول المؤرخ رينهارت دوزي دراسة المعركة في منتصف القرن التاسع عشر معتمدًا على المصادر الأولية النادرة، خاصة أماتوس من مونتيكاسينو وابن حيان القرطبي. افترض دوزي في البداية مشاركة قوات بابوية في الحملة، اعتمادًا على ما ذكره ابن حيان من مشاركة «فرسان روما». كما حاول الربط بين محاولة فرناندو الأول ملك ليون وقشتالة إدخال الإصلاح البندكتي إلى إسبانيا مستغلاً وفاة راميرو الأول ملك أراغون في أعقاب محاولته الفاشلة لاحتلال جرادوس.
في العقود التالية، تعرض هذا التحليل للنقد، خاصة مسألة المشاركة الباباوية والتدخل الإيطالي في المعركة، نظرًا لانشغال ألكسندر الثاني في تلك الفترة بمجابهة البابا المزيف هونوريوس الثاني، وأنه لم يمنح الغفران لمقاتلين في حروب الاسترداد إلا مع حملة إبلس الثاني كونت روسي على مسلمي الأندلس سنة 1073 م التي لم تتم. كما يعتقد أن قيادة الحملة لم تكن لويليام كونت مونري، وإنما كانت لويليام الثامن دوق أقطانية.